# Вовчанськ
Вовча́нськ — місто в Україні, у Чугуївському районі Харківської області, центр Вовчанської міської громади, колишній районний центр однойменного району.
Місто потрапило у зону бойових дій під час російсько-української війни. Після нетривалого періоду окупації в 2022 році було звільнене в ході слобожанського контрнаступу. У 2024 році Росія почала повторний наступ, в ході якого місто було цілковито знищене.

## Назва
Назва міста, ймовірно, походить від річки Вовча, що тече через нього.

## Географія

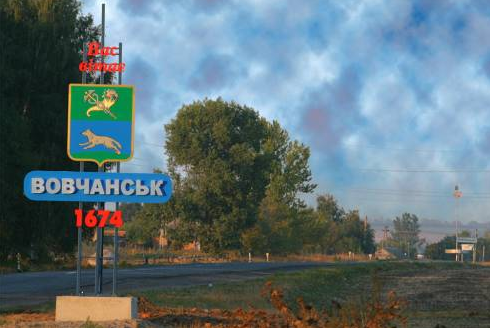
При в'їзді до міста

Місто Вовчанськ розташоване у лісостеповій зоні на берегах річки Вовча, яка через 6 км впадає до річки Сіверський Донець. Вище за течією примикають села Тихе і Вовчанські Хутори, нижче за течією на відстані 3 км розташоване село Гатище. До міста примикає село Синельникове. За 5 км проходить кордон із Російською Федерацією. Через місто проходять автомобільні дороги Т 2104, Т 2108 і залізнична гілка Білгород-Куп'янськ, станція Вовчанськ.
У місті діє пункт контролю через державний кордон із Росією Вовчанськ—Нежеголь. Відстань до облцентру становить понад 77 км і проходить автошляхом Т 2104.

## Населення

### Загальна характеристика
1786 року населення міста становило 2655, 1889 — 6023, 1991 — 24300, 2001 — 20695 осіб. В кінці XVII століття відбувався великий рух переселенців з Правобережної України на Слобожанщину. Російська влада для зміцнення південних кордонів Російської імперії приймала вихідців із Правобережної України (у документах їх іменували черкасами). За конфесіональною приналежністю абсолютну більшість населення на XXI століття складають православні християни. За даними перепису 2001 року, більша частина населення (83,12 %) — українці, проживають також росіяни (14,43 %), вірмени (0,91 %), цигани (0,60 %).

### Чисельність
| Рік  | Чисельність |
| ---- | ----------- |
| 1785 | 2666        |
| 1889 | 6023        |
| 1897 | 11 020      |
| 1966 | 20 600      |
| 1989 | 24 350      |
| 2013 | 19 082      |
| 2019 | 18 127      |
| 2023 | 3536        |
| 2024 | менше 20    |

Через Російське вторгнення в Україну та, зокрема, неодноразову окупацію Вовчанська російськими загарбниками населення міста різко скоротилося. Якщо до війни в місті проживало близько 17 000 осіб, то після деокупації Вовчанська у в рамках контрнаступу на Харківщині у вересні — жовтні 2022 року там залишилося близько 3500 осіб. Приблизно стільки ж в місті було і наприкінці квітня 2024 року, проте на початку травня почався штурм міста росіянами, тому з міста почалася термінова евакуація всіх цивільних, які там ще залишалися. Станом на червень — липень 2024 року у Вовчанську проживало 50 цивільних мешканців, у серпні-вересні 20. Станом на кінець 2024 року місто, найімовірніше, повністю спорожніло.

### Мовний склад
Рідна мова населення за даними перепису 1897 року:
| Мова       | Чисельність, осіб | Доля     |
| ---------- | ----------------- | -------- |
| Українська | 7 823             | 70,99 %  |
| Російська  | 3 090             | 28,04 %  |
| Інші       | 107               | 0,97 %   |
| Разом      | 11 020            | 100,00 % |

Рідна мова населення за даними перепису 2001 року:
| Мова       | Чисельність, осіб | Доля     |
| ---------- | ----------------- | -------- |
| Українська | 16 970            | 82,85 %  |
| Російська  | 3 222             | 15,73 %  |
| Інше       | 292               | 1,42 %   |
| Разом      | 20 484            | 100,00 % |

## Історія

### Від заснування до початку XX
З найдавніших часів на теренах Вовчанська селились люди. На території сучасного міста Вовчанськ і поблизу нього знайдені пам'ятки археологічних культур, 2 неолітичні поселення відносяться до V-IV тисячоліття до н. е., кургани ранньобронзового віку III тисячоліття до н. е., археологічні пам'ятки, поселення черняхівської культури ІІ-VI століття до н. е., а також городище і 5 поселень VIII-ІХ століть салтово-маяцької культури. Під час археологічних розкопок знайдено вовчанське городище, яке належить до кінця першого тисячоліття нашої ери.
1638 року козаки з Придніпров'я стали заселяти береги Сіверського Дінця — Чугуївське городище, Верхньосоалтівське городище.
1674 незаселені землі по річці «Вовчі Води» (тепер Вовча) відійшли Мартинові Старочудному, який заснував слободу, в яку запрошував козаків-переселенців з наддніпрянської України, росіян не приймали. Це вважається початком заселення Вовчанщини. Саме місто під назвою «Вовчі Води» вперше згадується 1688 року — як сотенне містечко Харківського козацького полку.
1780 року внаслідок знищення української автономної козацької держави (в російській історіографіі «адміністративна реформа Катерини II») став повітовим містом Вовчанського повіту Харківської губернії, і за ним було офіційно закріплено назву Вовчанськ.
У 1847 році, на ініціативу мешканців міста, у Вовчанську відкрито першу аптеку, її першим працівником став провізор М. Л. Греков.
За даними на 1864 рік, у місті жило 9263 особи (4726 чоловіків та 4537 жінок), налічувалось 1495 дворових господарств, були дві православні церкви, повітове та парафіяльне училища, лікарня, поштова станція, два цегельних, салотопний, салосвічковий та броварний заводи, паровий млин, відбувалося 9 ярмарків на рік та 3 базари на тиждень.
За даними перепису 1897 року, кількість жителів зросла до 11 020 (5 503 чоловіки та 5 517 жінок).
На початку XX століття Вовчанський повіт займав друге місце за темпами розвитку (зокрема соціальної інфраструктури та освіти) після Московського в Російській імперії.
У 1910-1912 роках у повітовій поліцейській управі міста Вовчанська працював молодий колезький реєстратор Павло Феофанович Шандрук — герой Української революції 1917—1921 років, український військовий діяч часів УНР, генерал-полковник в екзилі, дійсний член НТШ.
До 1914 року кількість жителів зросла до 15481 особи.

### Українська революція
У 1918 році, після проголошення Української Народної Республіки, Вовчанськ увійшов до адміністративно-територіальної одиниці Донеччина з центром у місті Слов'янськ. Під час Першої радянсько-української війни опиняється під контролем більшовиків. Станом на 1 квітня українські та союзні війська зайняли Суми і Охтирку, вийшовши до умовної лінії на українсько-російському кордоні. Отримавши вже в першому зіткненні з противником (під Бахмачем) сильний удар від регулярних німецьких частин, колона-армія Сіверса спішно відступила на Путивль — Вовчанськ — Новий Оскол, не беручи бою з німцями і оголивши фланг Полтавської і Харківської груп, а також стратегічну залізничну колію на Куп'янськ — Ростов. В цьому напрямку німецьке командування висунуло піхотну і кавалерійську дивізії. Вони прагнули оточити полтавське і харківське угрупування червоних. Згодом Вовчанськ звільнено від радянських військ.
Під час Другої радянсько-української війни, у грудні 1918 року російсько-радянськими військами окуповуються Новгород-Сіверський, Шостка, Білгород, Куп'янськ, Новозибків, Городня та Вовчанськ. Після цього, влада більшовиків над містом остаточно закріплюється.

### Радянський період
12 квітня 1923 року в Україні проведено адміністративно-територіальну реформу. Вовчанський повіт поділено на 8 районів: Білоколодязький, Великобурлуцький, Вовчанський, Жовтневий, Печенізький, Рубіжанський, Хотімлянський та Шипуватівський. Саме місто стало районним центром. На 1 січня 1924 року населення Вовчанського району становило 27 329 осіб.
Місто постраждало внаслідок геноциду українського народу, здійсненого урядом СРСР у 1932—1933 роках, кількість встановлених жертв у Вовчанську, Заводах Перших, Заводах Других, Чапліївці, Гергелівці — 1789 людей.
10 червня 1942 року Вовчанськ зайняли частини Вермахту, а в серпні 1943 року — радянські війська.
У 1964 році завершено будівництво двох залізобетонних мостів через річку Вовча по вулицях Леніна та Гагаріна та збудовано районний Будинок культури. 1966 року населення міста становило 20600 осіб. У 1979 році у Вовчанську діяли обозний завод, завод будівельних матеріалів, асфальтовий завод, маслоекстракційний завод, хлібний завод, маслоробний завод, взуттєва фабрика, бавовняна фабрика, меблева фабрика, м'ясокомбінат, комбінат хлібопродуктів, райсільгосптехніка, комбінат побутового обслуговування, 8 , медичне училище, авіаційне училище, технікум механізації сільського господарства, три лікувальні установи, Будинок культури, шість клубів, кінотеатр та 14 бібліотек.

### Незалежна Україна
Після проголошення незалежності України місто опинилося на кордоні з Російською Федерацією, тут обладнано митний пост «Вовчанськ», який знаходиться у зоні відповідальності Харківського прикордонного загону Східного регіонального управління ДПСУ.
У травні 1995 року Кабінет Міністрів України затвердив рішення про приватизацію заводу будівельних матеріалів, що знаходилися в місті, АТП-16342, маслоекстракційного заводу, м'ясокомбінату, райсільгосптехніки та райсільгоспхімії, у липні 1995 року затверджено рішення про приватизацію агрегатного заводу.
У грудні 2009 року припинили роботу Вовчанський маслоробний завод та Вовчанський хлібозавод.

### Російське вторгнення в Україну
24 лютого 2022 року, в перший день російського вторгнення на територію України, ЗС РФ окупували місто. Колона військової техніки ЗС РФ рушила далі територією України.
Окупанти організовували показову роздачу гуманітарної допомоги місцевим. Мали місце викрадення, катування та вбивства мешканців і керівництва міста.
У ході вересневого українського наступу в Харківській області російські загарбники перенесли окупаційну адміністрацію області з Куп'янська до Вовчанська. 10 вересня 2022 року окупаційна влада Харківської області втекла до російського Бєлгорода.
12 вересня окупанти остаточно втекли з міста. Місцеві мешканці підняли над містом прапор України до приходу ЗСУ. 13 вересня ЗСУ зайшли в місто.
У травні 2024 року Росія почала обстріли та наступ у напрямку Вовчанська. Місцева влада оголосила евакуацію населення. 15 травня окупанти зайшли в місто та окупували його частину.
У серпні 2024 року керівник Вовчанської МВА Тамаз Гамбарашвілі сказав, що місто зруйноване на 90 %.
24 вересня 2024 року ГУР МО України повідомило, що відбили територію Вовчанського агрегатного заводу.
На травень 2025 року в місті не було жодної цілої будівлі, а людей залишилося півтора десятка.

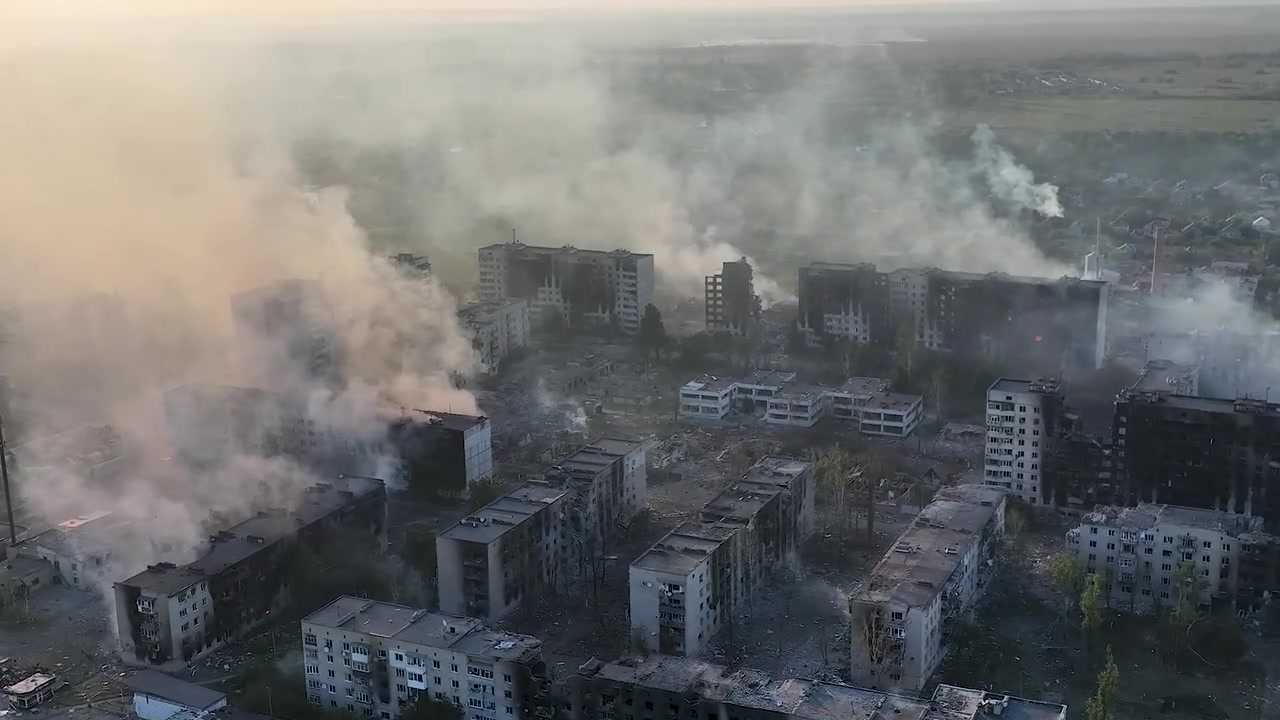
Руїни міста станом на 2024 рік
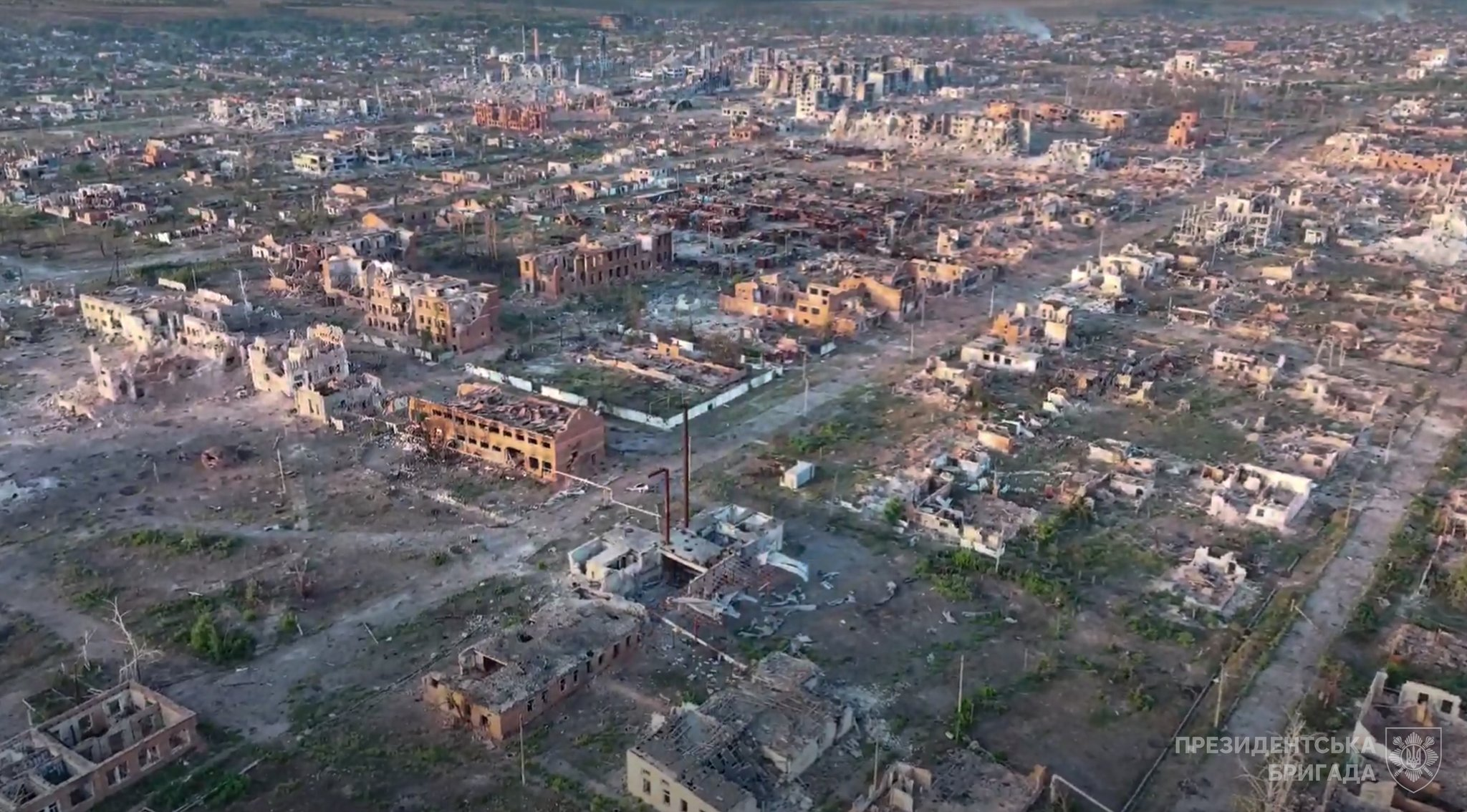
Руїни міста станом на 2024 рік

## Транспорт

### Автомобільний
Через місто проходять автомобільні дороги обласного значення Т-2108 у напрямку Харків-Вовчанськ-Плетенівка та Т-2104 у напрямку Харків-Вовчанськ-Білий Колодязь-Приколотне-Ольховатка. Одразу за Вовчанськом (менш ніж 10 км) лежить кордон з Росією, тому в Вовчанську та Вовчанському районі є митні та прикордонні служби та прикордонні переходи на автомобільних та залізницях у напрямку Шебекіно, Білгород.
У місті працює система громадського транспорту. Діють три автобусні маршрути, всі вони працюють у режимі «кільця». Маршрути працюють щодня з 6:00 до 18:00, обладнано зупинки:
1. Автовокзал — Кладовище (колишня Автопарк);
2. Автовокзал — Кисляківка;
3. Вільча — супермаркет АТБ (площа);
4. Герлегівка — Вовчанські хутори.

Існує автобусне приміське сполучення. Будівлю автостанції відреставровано наприкінці 2000-х, вона лежить у західній частині міста біля залізничного вокзалу. Переважно здійснюються рейси до Харкова, а також іншими внутрішньорайонними маршрутами.

### Залізничний
У Вовчанську є залізнична станція, кінцева на ділянці Вовчанськ-Куп'янськ Південної залізниці та входить до Куп'янської дирекції залізничних перевезень. Станцію відкрито 28 жовтня 1896 року, разом з ділянкою залізниці Білгород-Вовчанськ. 1901 року ділянку продовжено до Куп'янська.
Охарактеризувати станцію можна як вантажо-пасажирську, неелектрифіковану, з чотирма шляхами та надземним переходом. Залізнична станція лежала поряд з обозним заводом, який згодом став Вовчанським МЕЗом, який до цього часу переважно забезпечує вантажопотік на лінії.
Приміське сполучення на станції представлено куп'янським напрямком, поїзди (у тому числі рейкові автобуси) курсують тричі на день. У січні 2014 року скасовано залізничне сполучення з Білгородом.

## Економіка

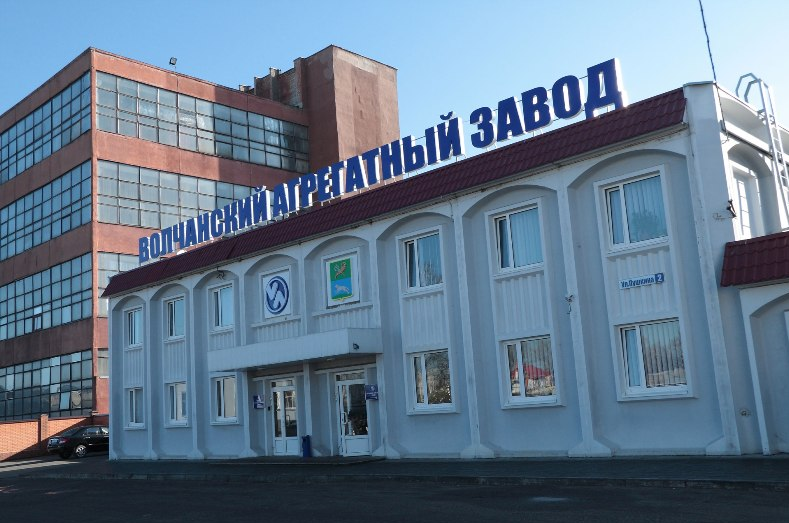
Вовчанський агрегатний завод

У Вовчанському районі має розвиток сільське господарство (зернові культури, соняшник). Важливе промислове підприємство району — Вовчанський олійноекстракційний завод. Серед інших підприємств міста:
- Вовчанський агрегатний завод;
- Вовчанська взуттєва фабрика;
- Вовчанський м'ясокомбінат;
- Вовчанська броварня.

У 2000-ті в умовах високої конкуренції зупинили свою діяльність хлібозавод та м'ясокомбінат. На потужностях хлібозаводу запущено броварню.

## Освіта і культура

### Дошкільна освіта
У Вовчанську функціонують кілька дитячих садків:
- Вовчанський садок-ясла № 1 «Сонечко» на Пролетарському Полі;
- Вовчанський садок-ясла № 2 «Оленка» на вул. Чкалова;
- Вовчанський дитячий садок № 3 «Теремок» на вул. Лермонтова (закритий);
- Вовчанський дитячий садок № 4 по вул. Духовний (закритий);
- Вовчанський дитячий садок № 2 «Барвінок» на пров. Нижній;
- Вовчанський дитячий садок № 6 по вул. Гоголя (закритий);
- Вовчанський дитячий садок № 7 по вул. Гоголя.

Крім цього, у загальноосвітніх школах є підготовчі класи для адаптації дітей до середньої школи.

### Шкільна освіта
У місті є різні типи закладів середньої освіти: Ліцей № 1, Ліцей № 2, загальноосвітні школи № 3, 6, 7. У 2014 році розформовано Школа-інтернат № 5. Деякі заклади мають велику історію. Наприклад, Ліцей № 2 веде свою історію з 1935 року, тоді ще маючи назву «Вовчанська школа імені С. М. Кірова». Остаточну назву Ліцей отримав після реформ у 2003 році. Ліцей 1 засновано в 1944 році, називається гімназією з 2004 року. У школах є профільна освіта. Найбільше учнів займається класах технологічного і природничо-математичного напрямів. Запит також мають філологічні та суспільно-гуманітарні напрямки.

### Вища та фахова освіта
До послуг мешканців міста є музична школа, де є класи гри на гітарі, фортепіано, скрипці та баяні. Проводяться заняття на різних спортивних секціях дитячо-юнацької спортивної школи: футбол, бокс, настільний теніс, легка атлетика. У будинку творчості відбуваються заняття різних секцій — вокальної, природної, кулінарної, театральної.
Працюють медичний коледж і Вовчанський технікум Харківського національного технічного університету сільського господарства імені П. Василенка.
У місті працює Вовчанська центральна районна бібліотека імені Олеся Досвітнього.

## Спорт
У місті розвинена спортивна інфраструктура: два футбольні стадіони з біговими доріжками, полями для гри у волейбол, футбольне міні-поле з м'яким покриттям, встановлені різноманітні спортивні снаряди. Є дитячо-юнацька спортивна школа.
Щороку відбуваються спортивні змагання з футболу, волейболу та інших видів спорту між школами, підприємствами, шкільні та студентські спартакіади, туристичні зльоти, спортивно-військова гра «Зірниця». Представники міста постійно беруть участь у обласних спортивних змаганнях.
2016 року в центрі міста відкрився спортивний комплекс із різними спортивними секціями, тренувальними полями.
У місті існує футбольний клуб «Вовчанськ», який не раз здобував нагороди на регіональних змаганнях та перейшов до Другої ліги Чемпіонату України, де виступає на стадіоні Нова Баварія у Харкові. Проте, має і домашню арену — спортивний стадіон Вовчанського агрегатного заводу. У місті також є другий стадіон у власності Вовчанського МЕЗу, а також міні-футбольне поле з м'яким покриттям, де проводяться тренування команди та ДЮСШ у зимовий період.

## Пам'ятки культури, архітектура
У місті розташовано кілька пам'яток архітектури початку XX століття, пам'ятники Василеві Колокольцову, жертвам Голодомору 1932—1933 років, воякам, що загинули під час війни в Афганістані, ліквідаторам аварії на ЧАЕС, радянським воїнам, що загинули під час бойових дій Другої світової війни.
У 2019 році у місті мають встановити пам'ятник на честь воїнів АТО, який за підсумками обласного відкритого студентського конкурсу на кращий проект пам'ятника захисникам України (учасникам АТО) отримав перемогу, — «Захисник Вітчизни» (автор — студент Харківського національного університету будівництва та архітектури Кирило Божок).
У місті працює краєзнавчий музей.

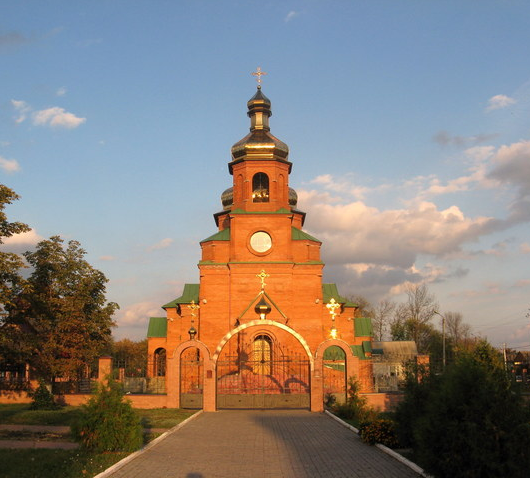
Церква жінок мироносиць
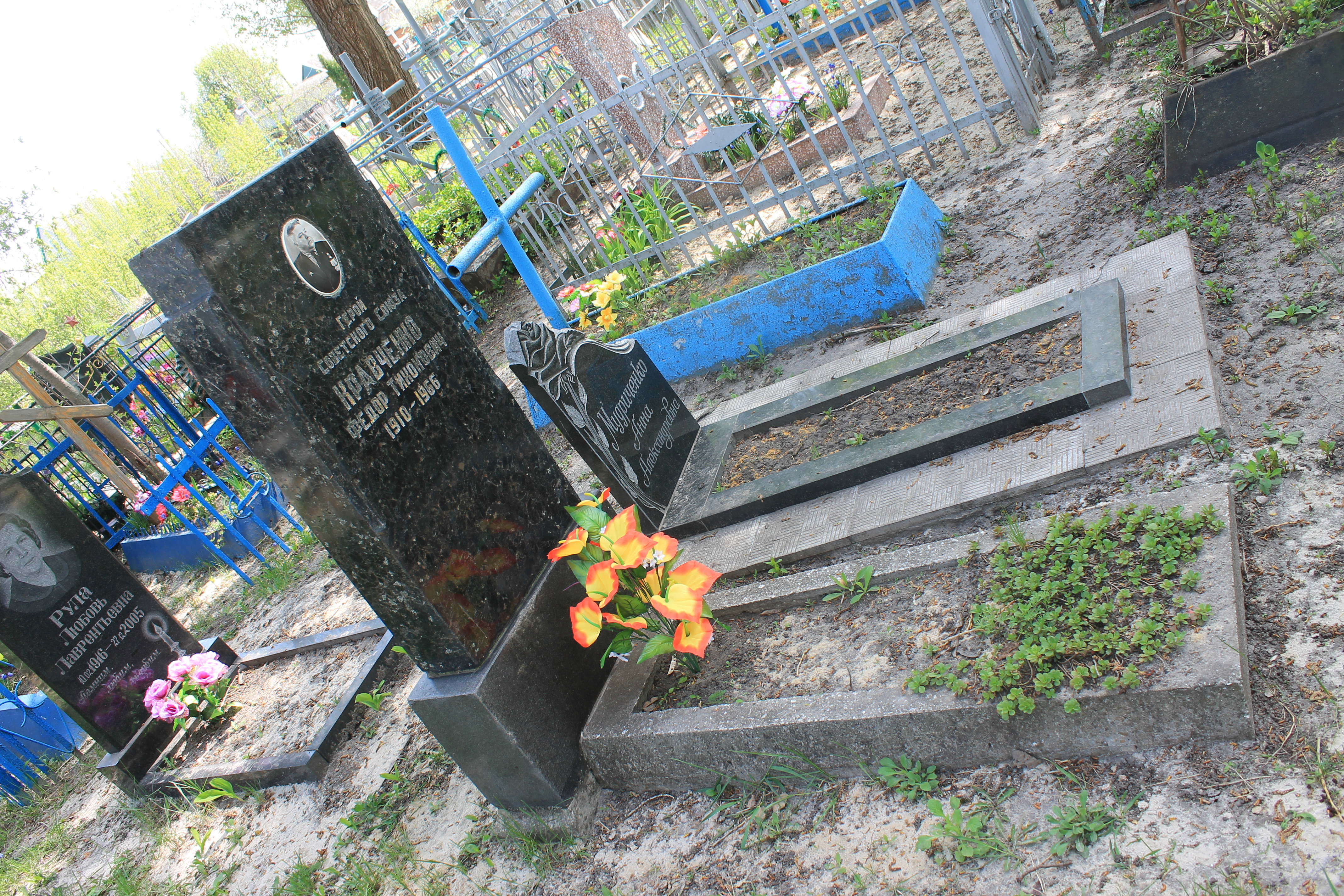
Могила Ф. Т. Кравченка у Вовчанську
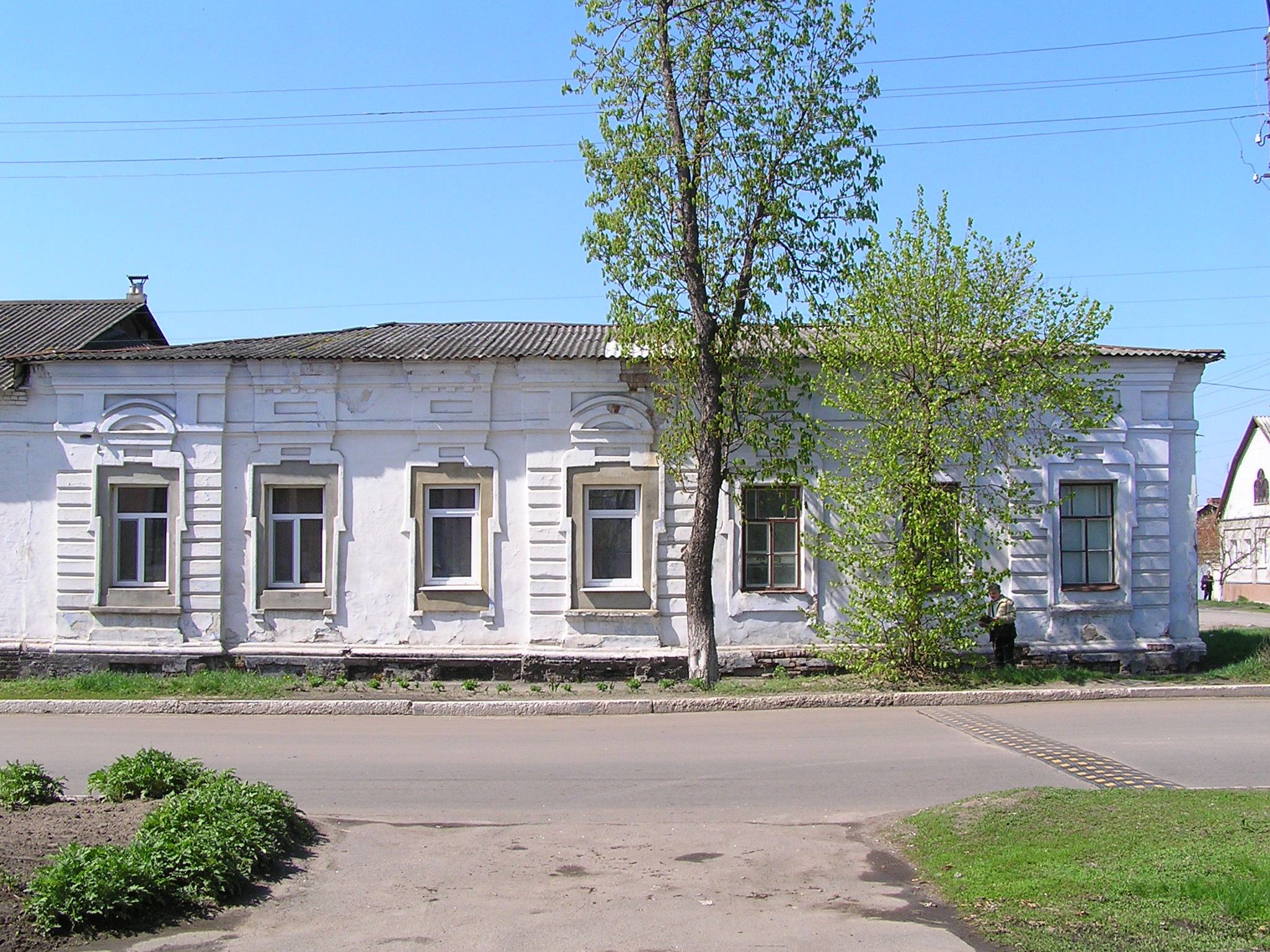
Колишній шпиталь 1898 р.
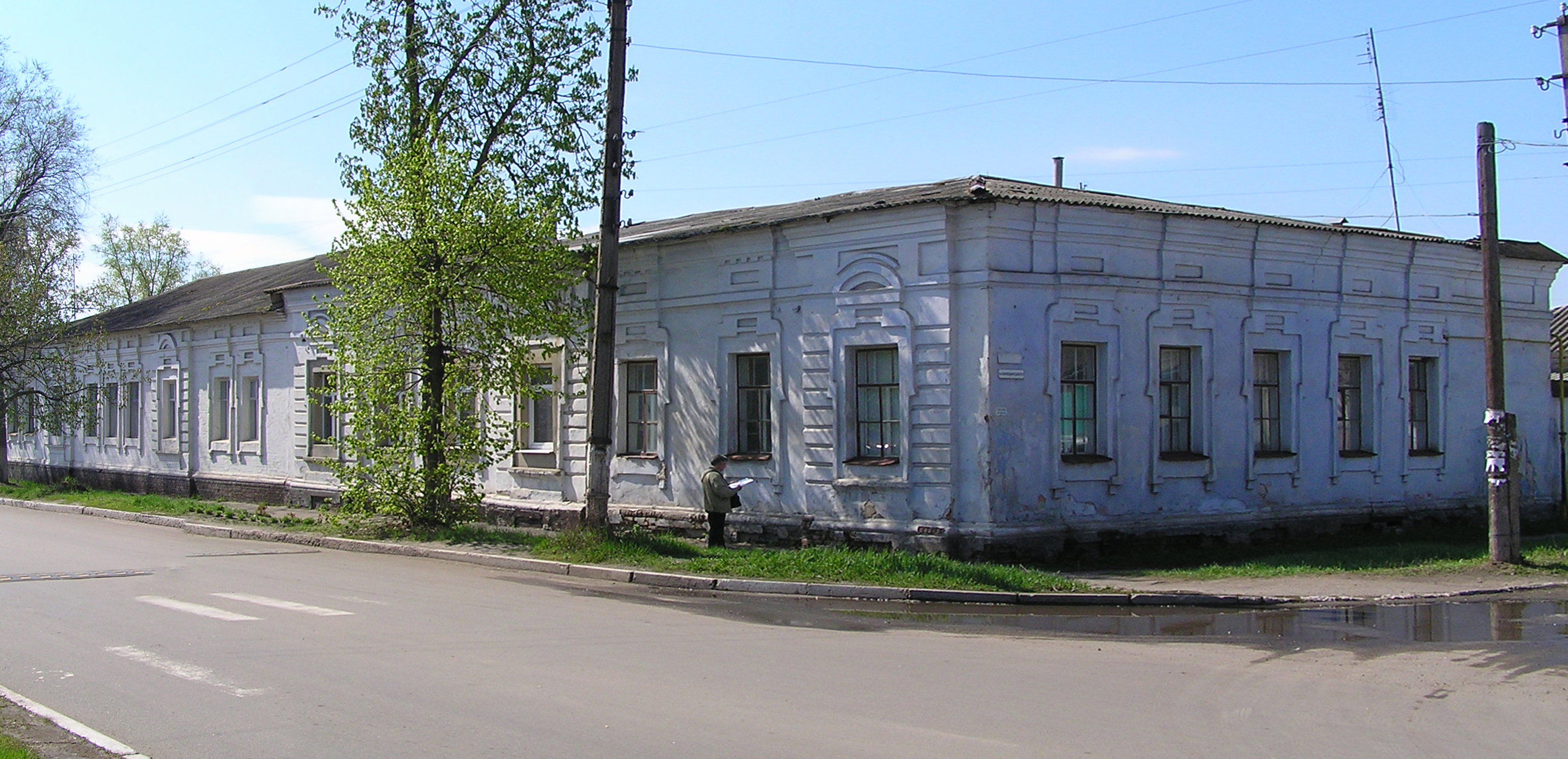
Колишній шпиталь 1898 р. (нині — навчальний заклад)
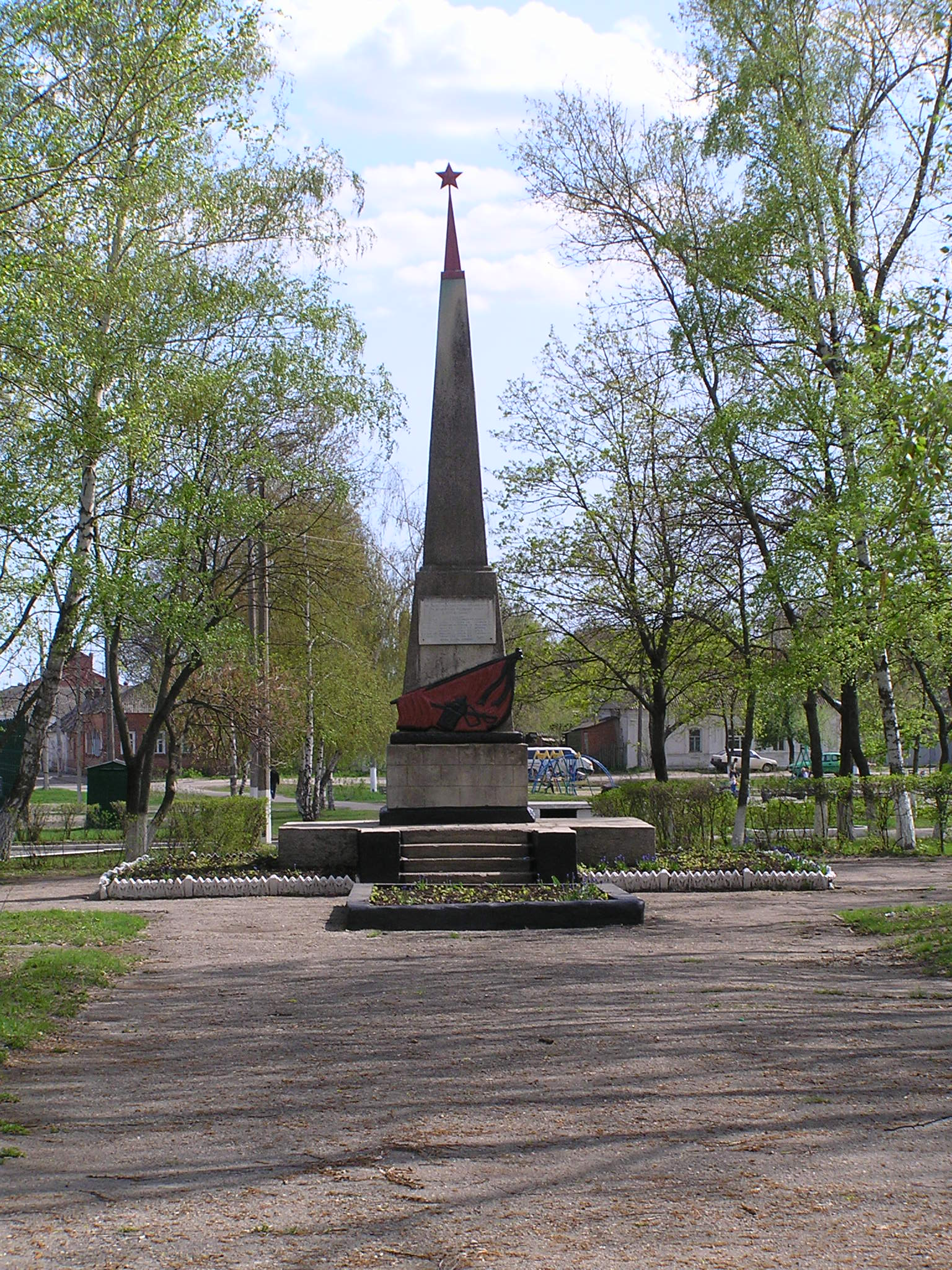
Братська могила червоноармійців і партизан
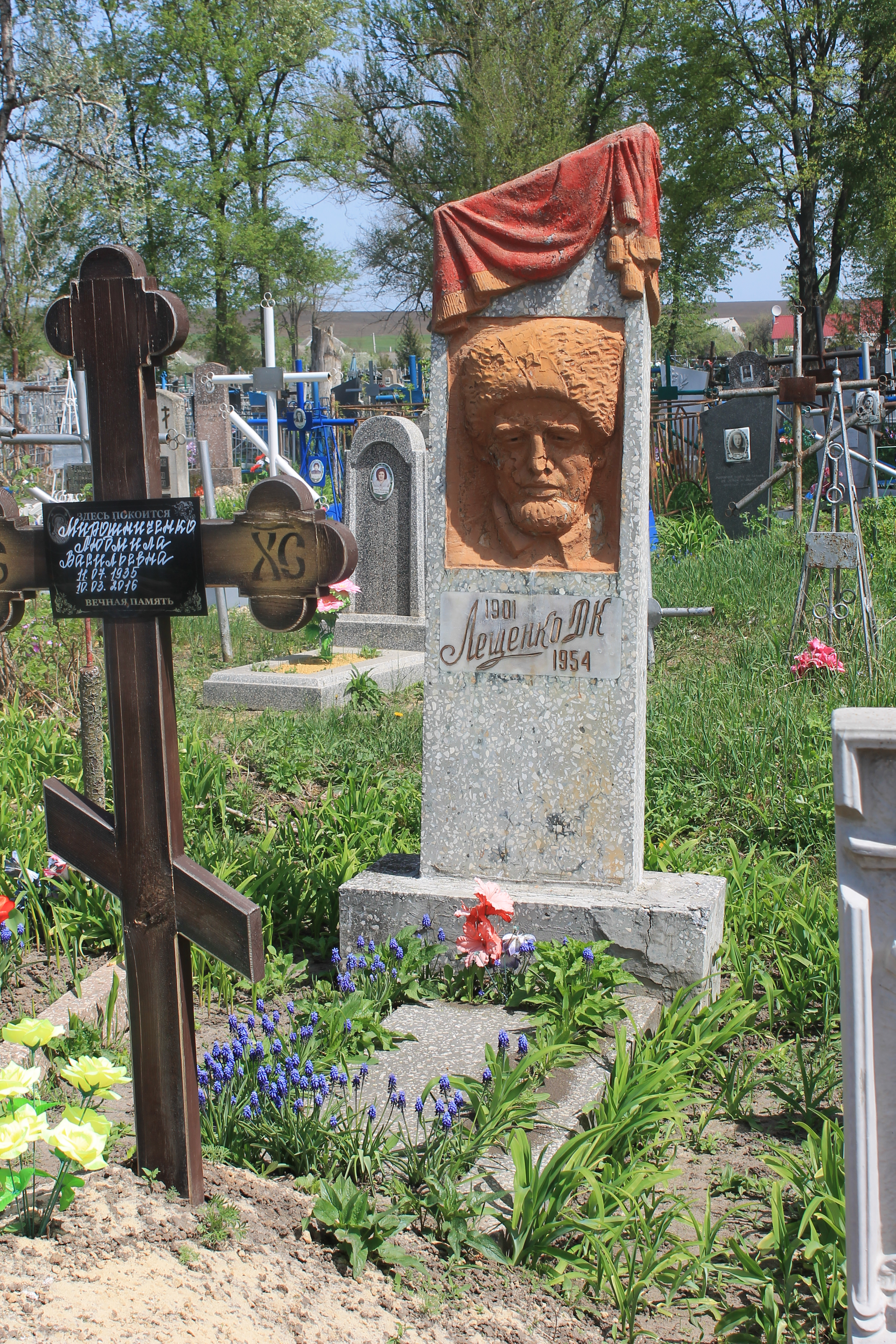
Могила Д. К. Лещенка
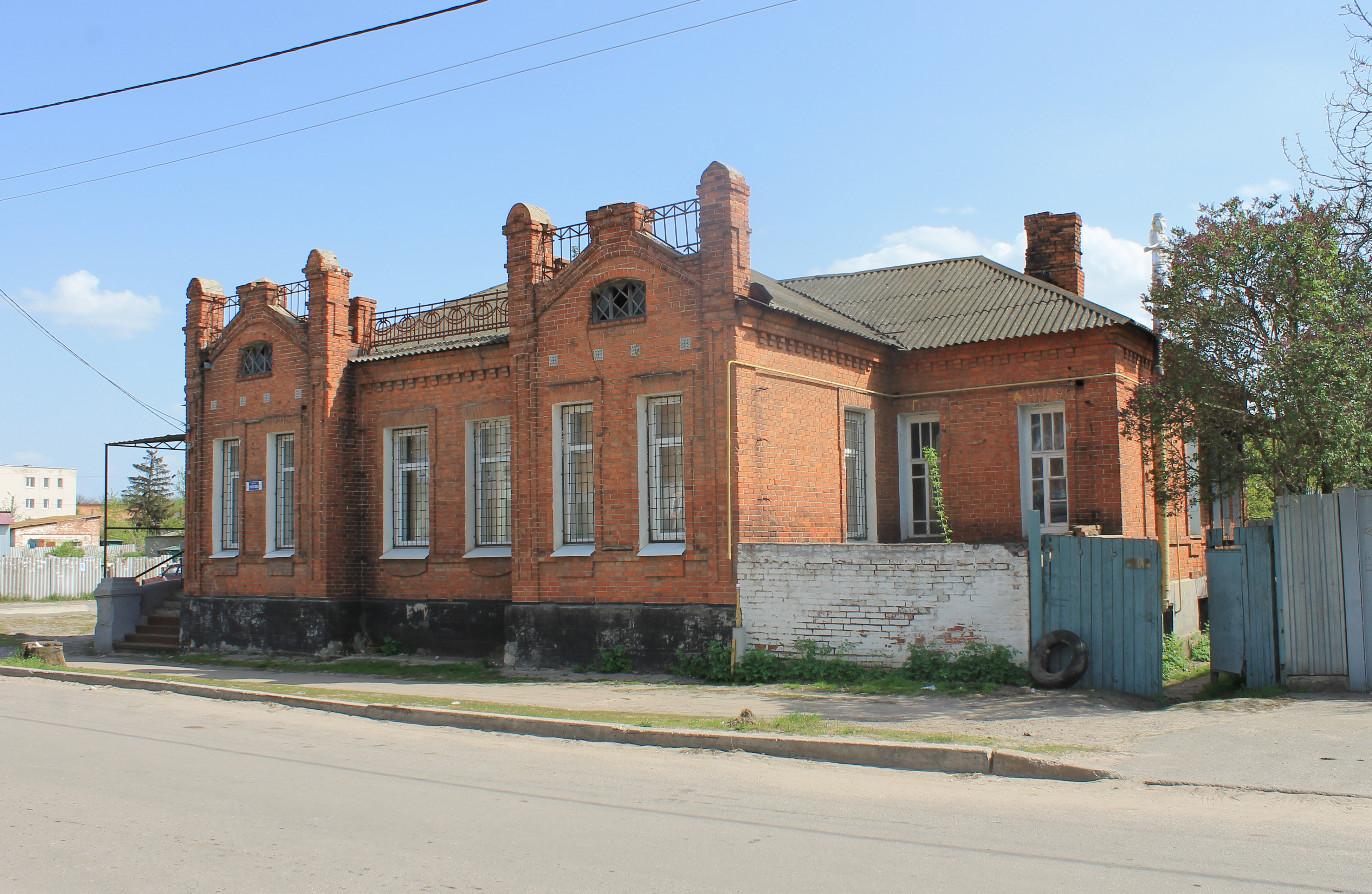
Особняк міський (нині — адміністративний заклад).
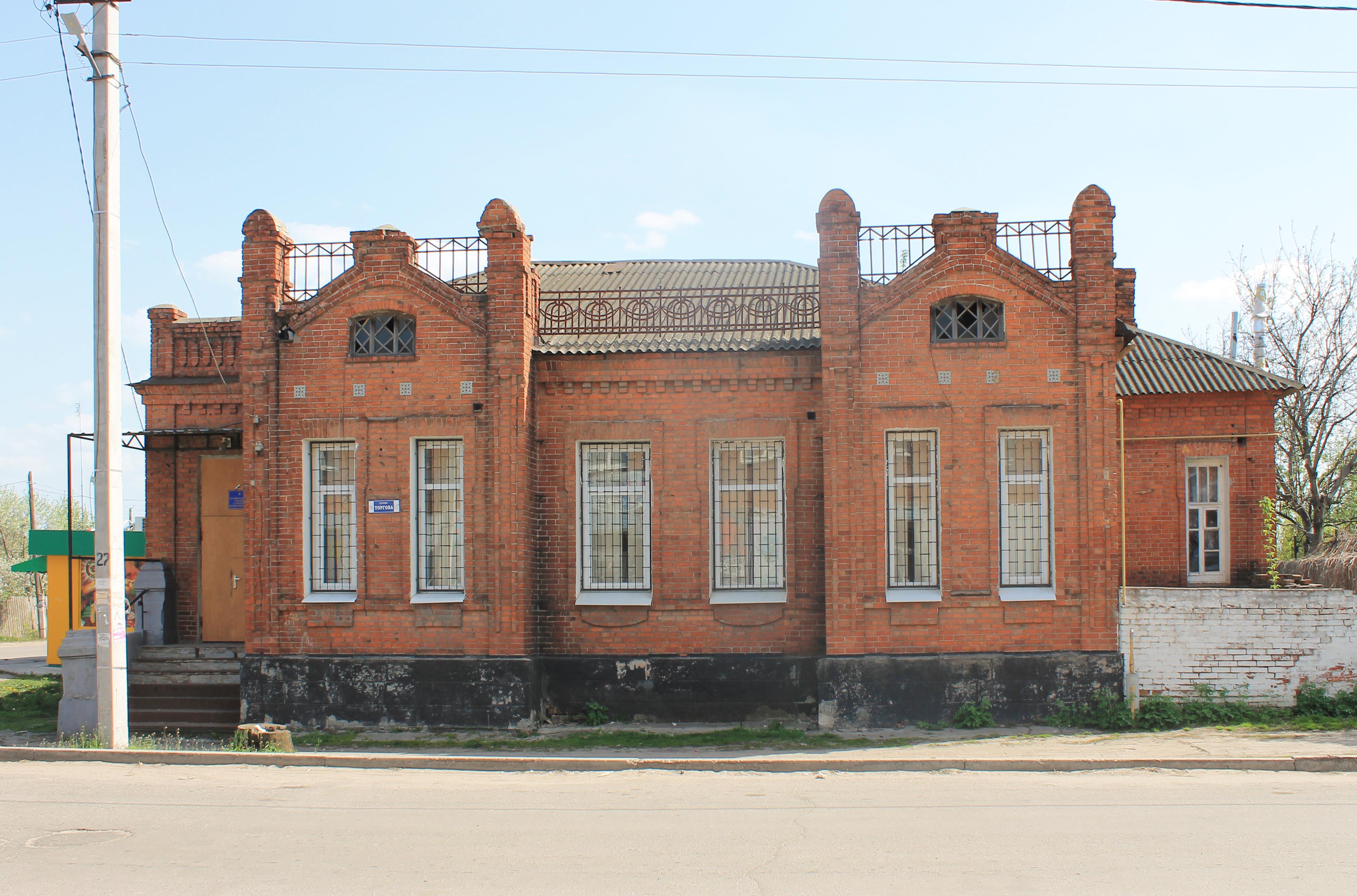
Особняк міський. Вид спереду
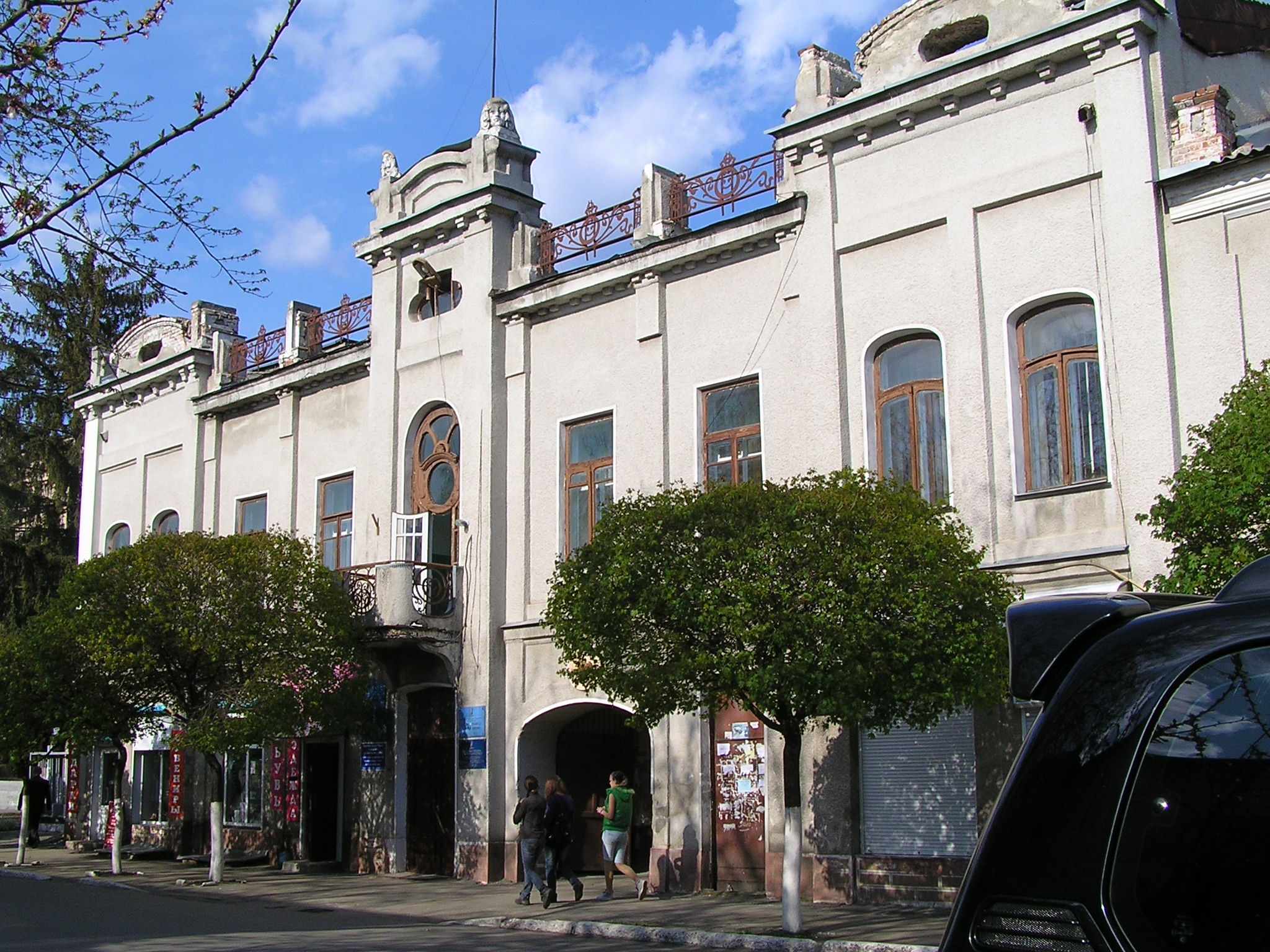
Колишнє реальне училище 1910-х рр.
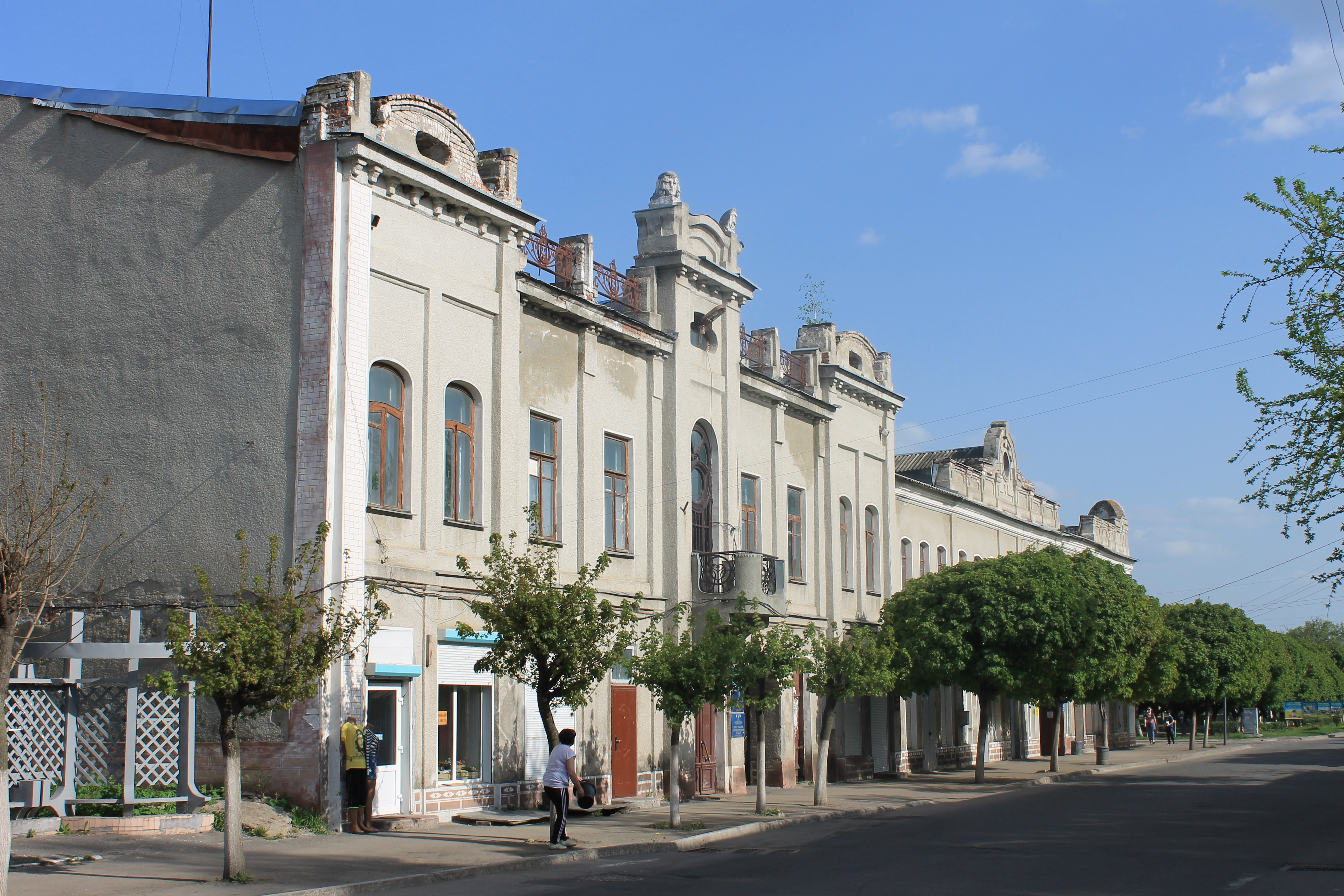
Колишнє реальне училище 1910-х рр. (вигляд зліва)
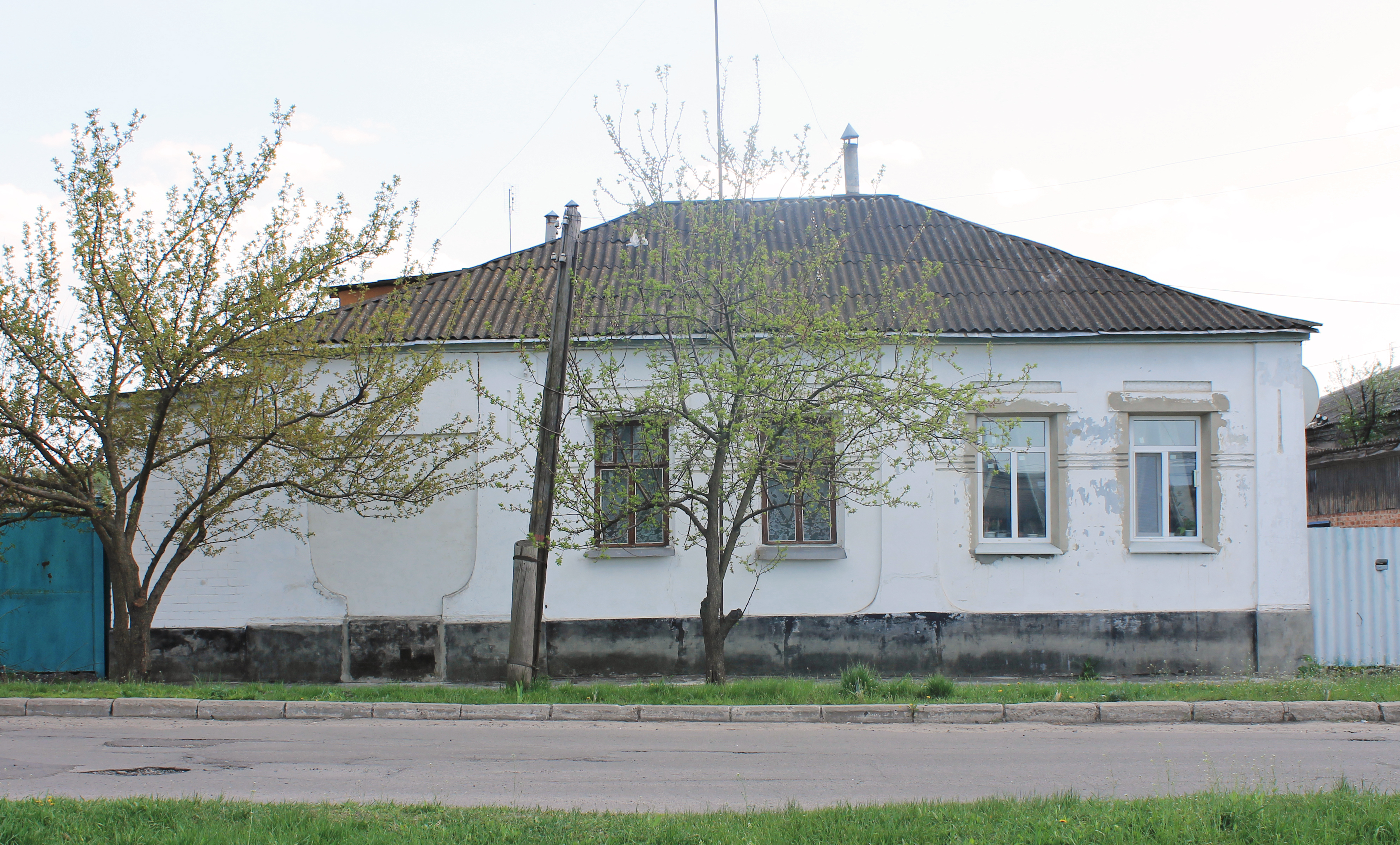
Будинок, у якому містилися Вовчанський повітовий комітет КП(б)У і Комуністичний клуб
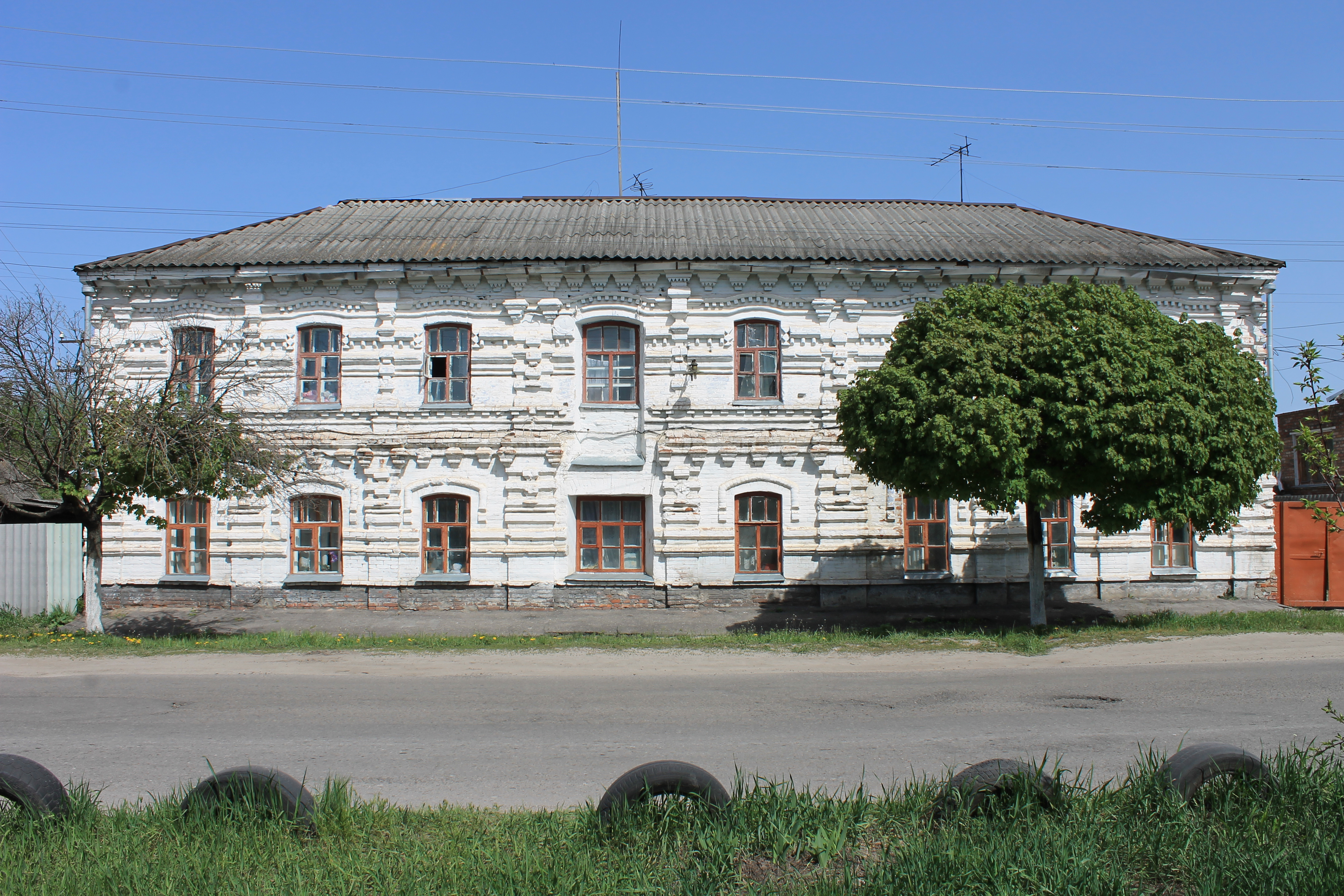
Прибутковий будинок Колокольцева В. Г.
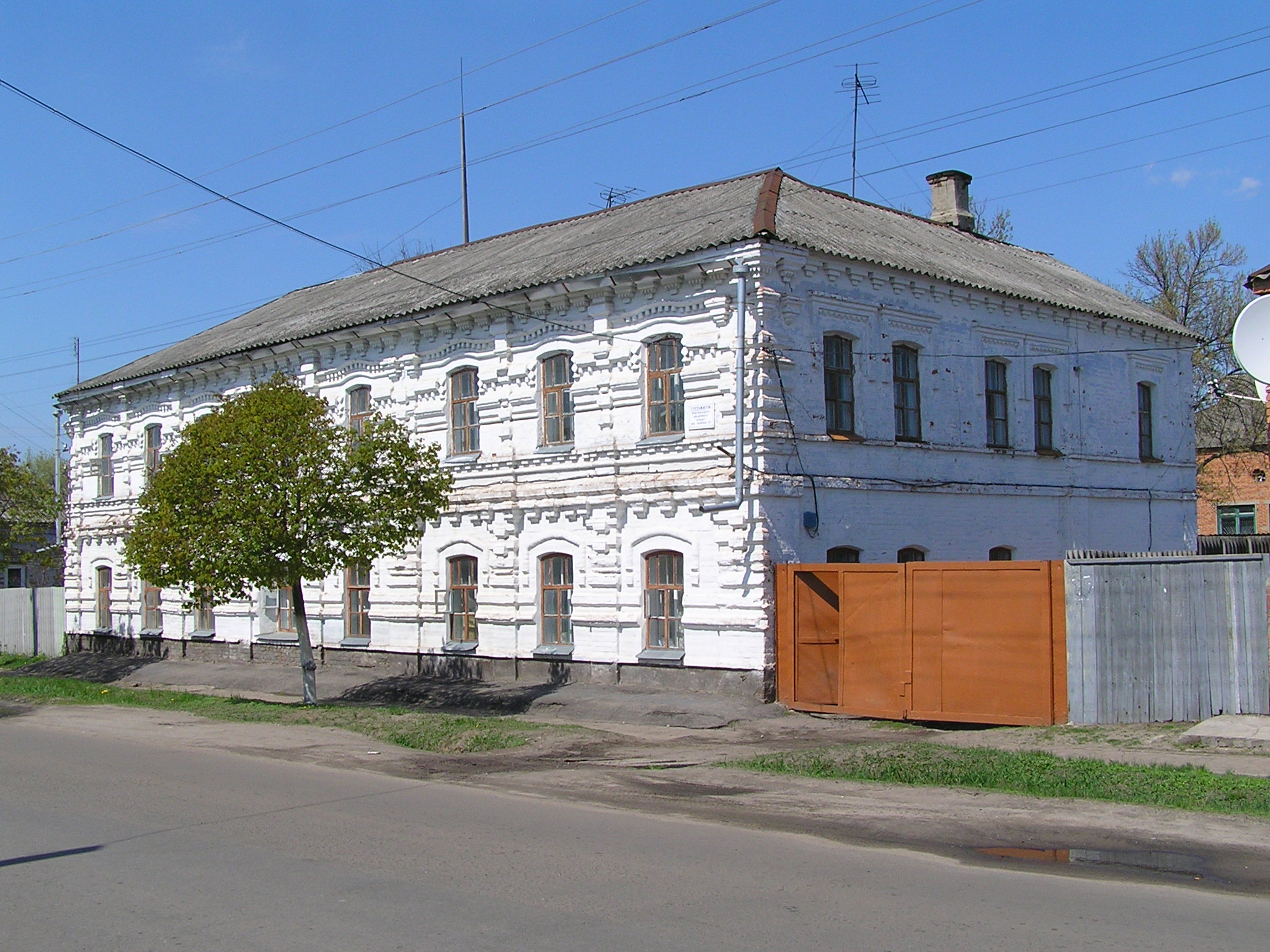
Прибутковий будинок Колокольцева В.  Г. (вигляд збоку)
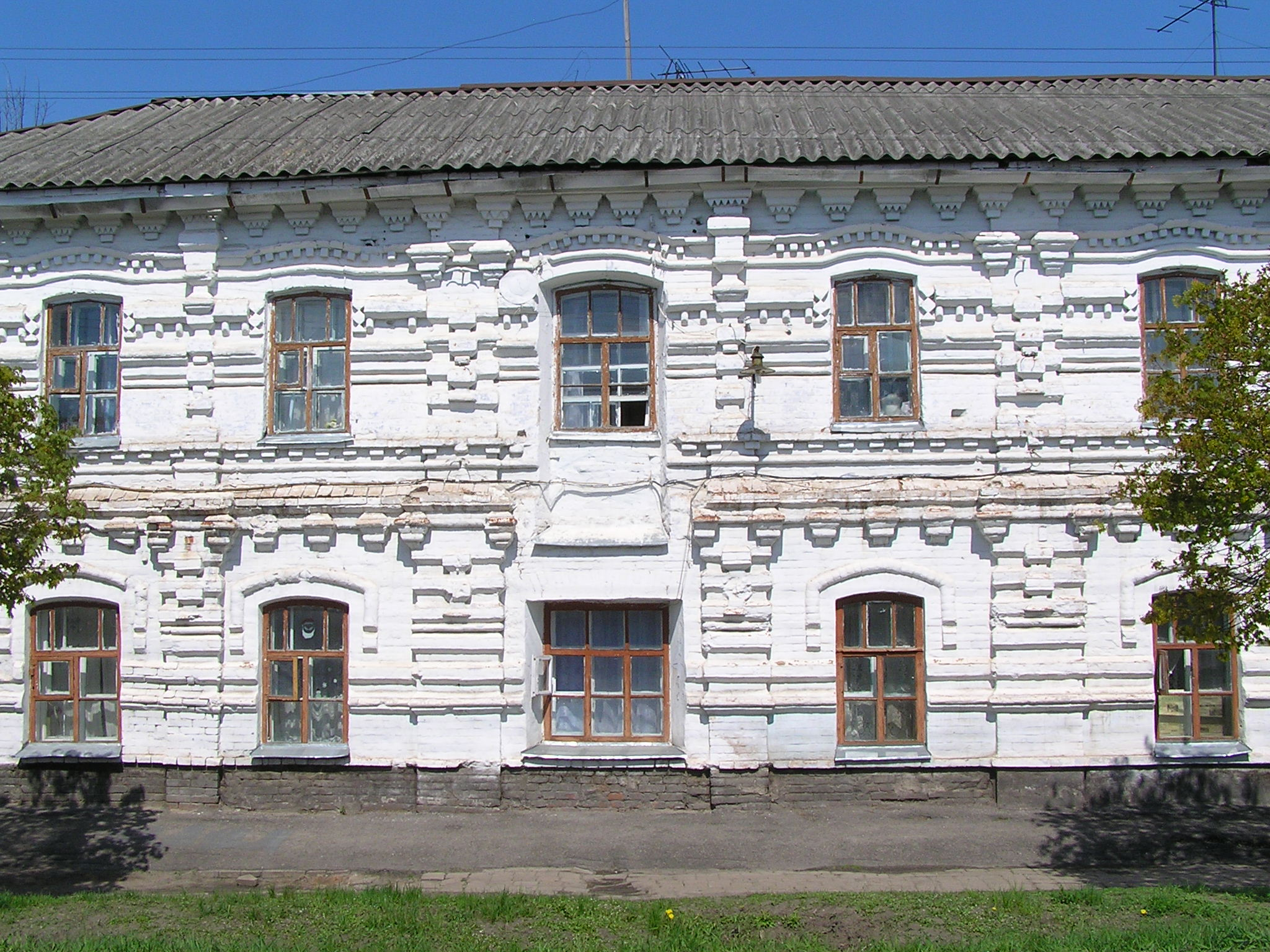
Прибутковий будинок Колокольцева В. Г. (вигляд спереду)
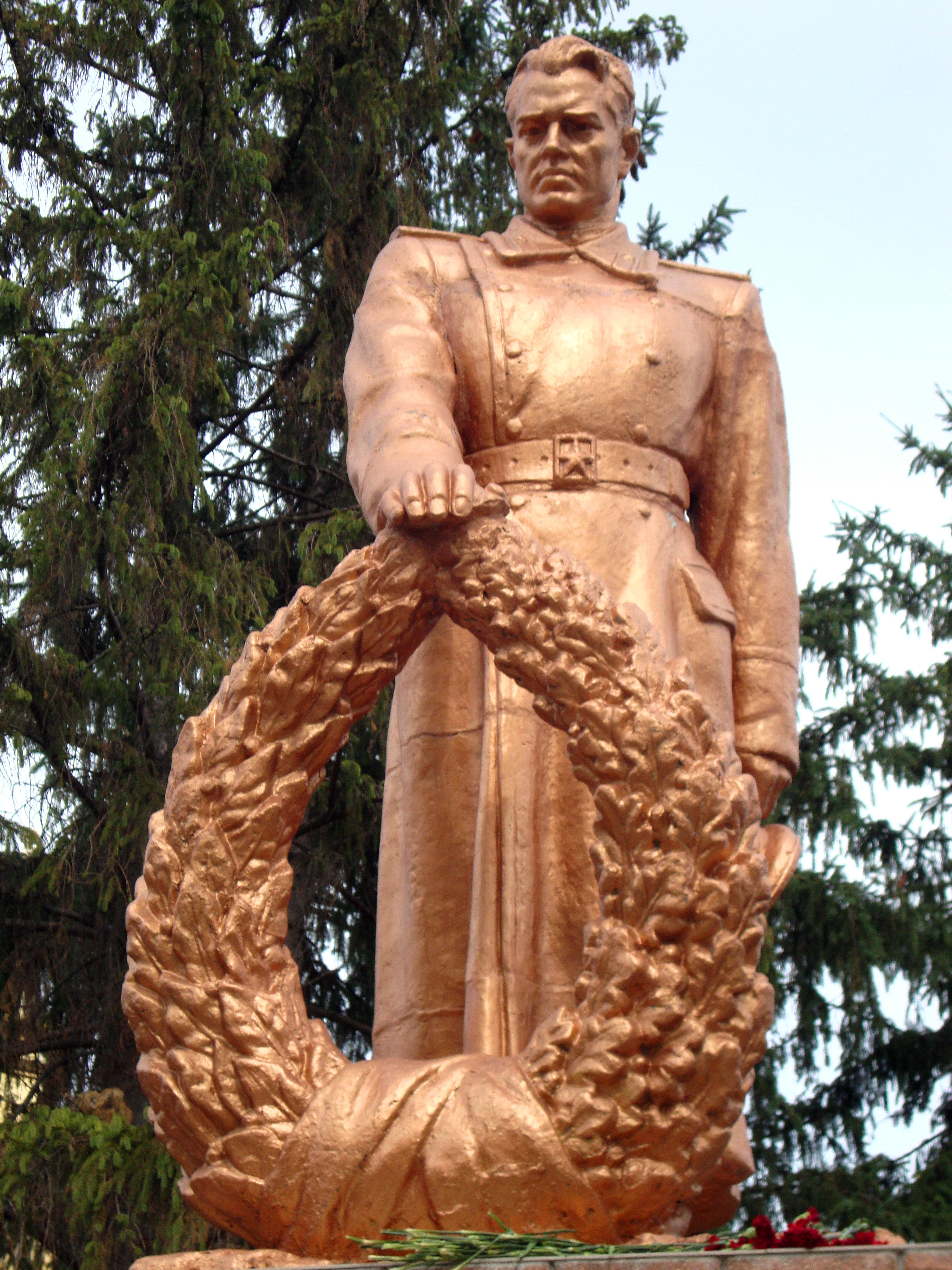
Братська могила радянський воїнів і партизанів
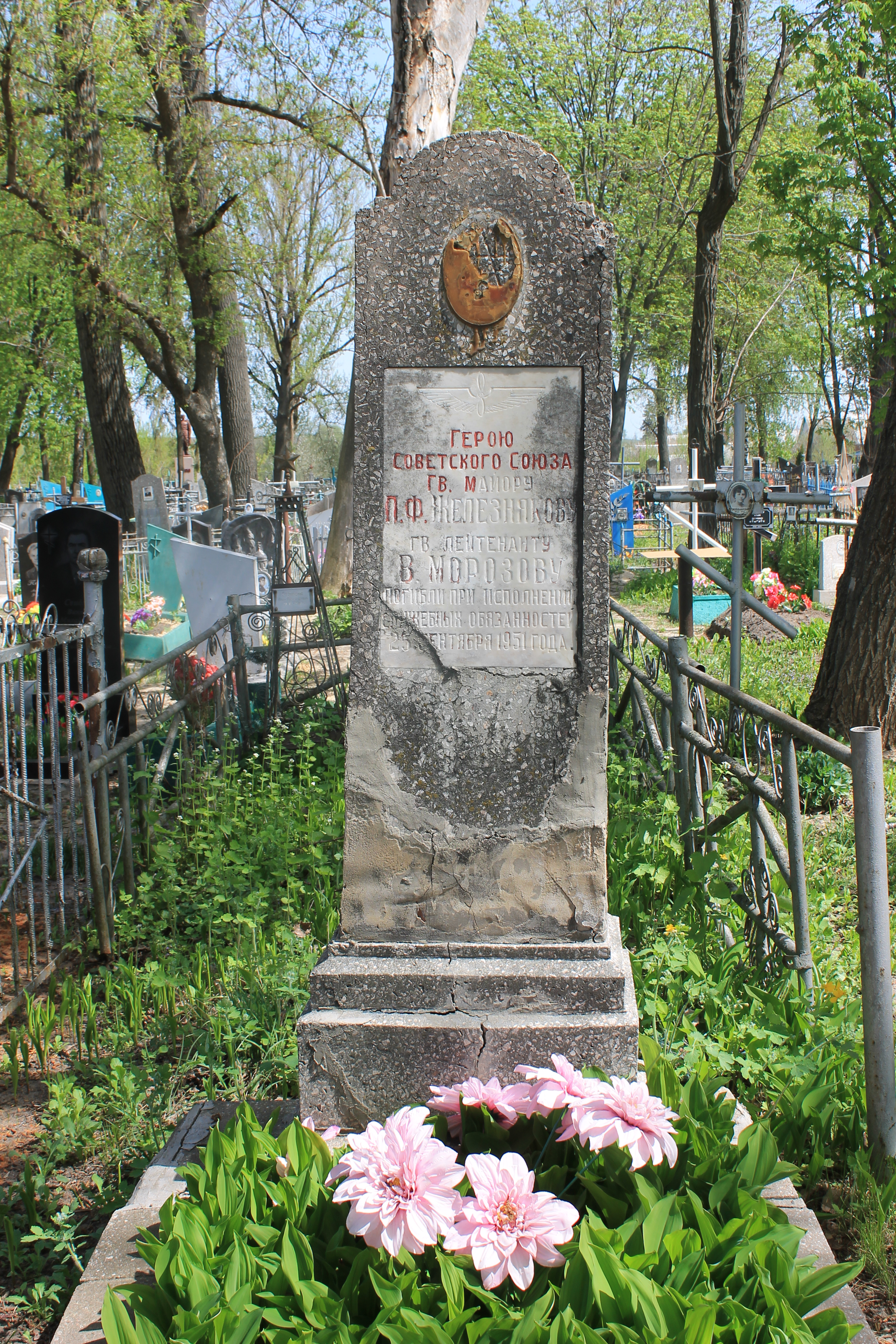
Могила Желєзнякова і Морозова
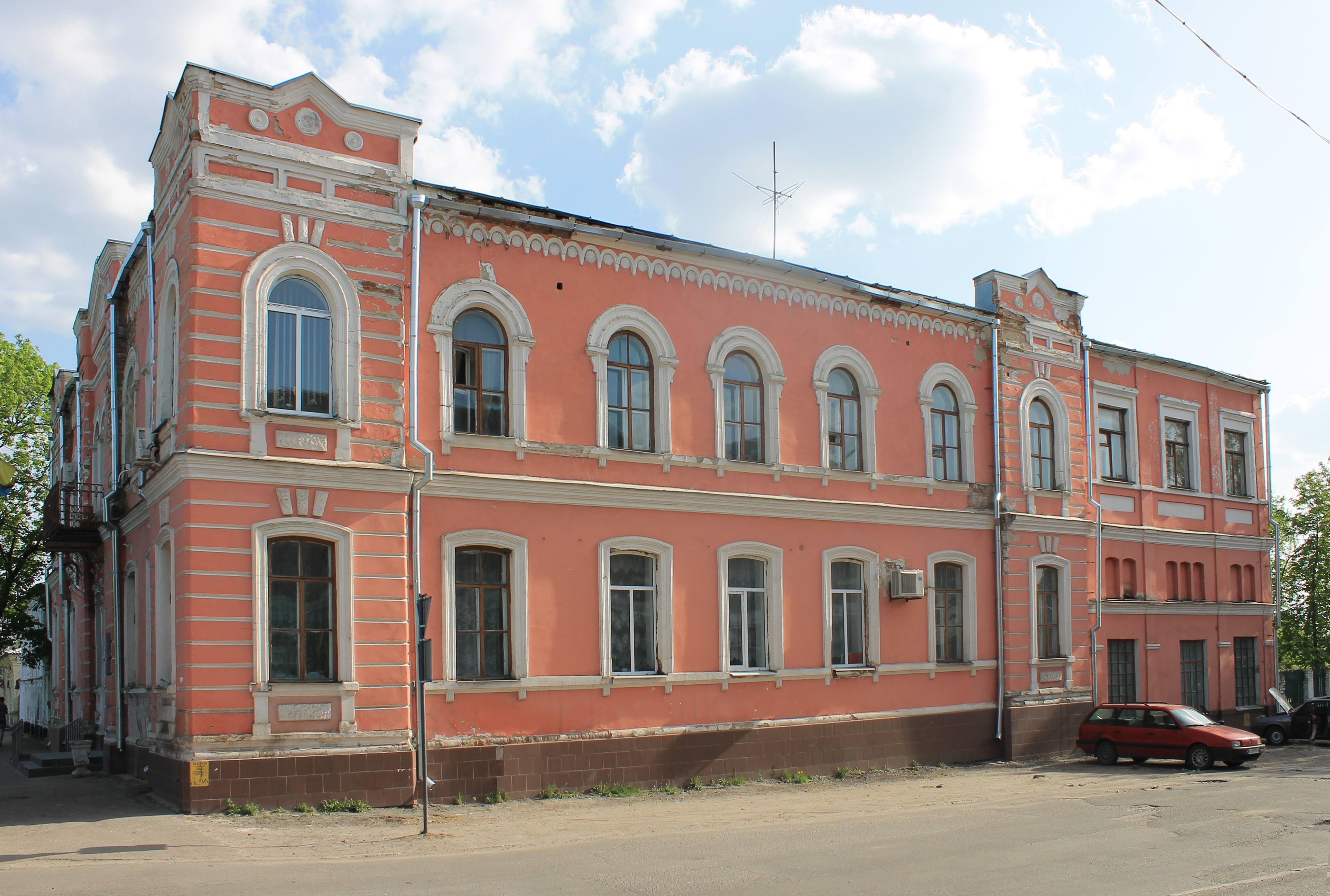
Будівля колишньої Земської управи

## Охорона здоров'я
У місті працюють 2 амбулаторії КУОЗ «Центр первинної медико-санітарної допомоги Вовчанського району», де первинну медичну допомогу надають сімейні лікарі, та КУОЗ «Вовчанська центральна районна лікарня» на 100 місць, прийом у ній здійснюють вузькопрофільні фахівці. Також працюють філія Харківської ОЛЦ держсанепідслужби, відділення Харківського обласного протитуберкульозного диспансеру, приватні кабінети та лабораторія.

## Відомі люди
- Бабенко Василь Олексійович — археолог, першовідкривач салтово-маяцької археологічної культури.
- Білецький Спиридон Максимович — полковник Армії УНР.
- Едвард Бальцежан — польський теоретик літератури, критик літератури, перекладач, поет.
- Гавря Олег Миколайович (1982—2017) — солдат Збройних сил України, учасник російсько-української війни.
- Гермашев Михайло Маркіянович (1867, Вовчанськ — 1930, Париж) — художник.
- Десятова-Шостенко Наталія Олексіївна — український ботанік, еколог.
- Єшко Георгій Миколайович (1913—1983) — радянський футболіст і боксер.
- Козловський Валерій Мечиславович — художник, графік.
- Колокольцов Василь Григорович — голова Вовчанської земської управи.
- Новоспаська Надія Костянтинівна (1877—1962) — оперна співачка.
- Скрипаль-Міщенко Олександр Федорович (Олесь Досвітний) — український письменник, учасник ВАПЛІТЕ. Жертва сталінського терору.
- Пассек Володимир Васильович (1807—1842) — історик, етнограф, археолог.
- Пивоваров Артем Володимирович — співак.
- Писаревський Степан (псевдонім Стецько Шереперя) — (*1780-ті — †22 січня 1839) — український драматург, поет, православний священник.
- Поляков Марк Якович (1916—2011) — радянський літературний критик.
- Потапенко Олексій Григорович (нар. 1939) — український живописець.
- Прошкіна-Лавренко Анастасія Іванівна (1891—1977) — радянський вчений-альголог, доктор біологічних наук, почесний член Всесоюзного ботанічного товариства.
- Снєжко-Блоцька Олександра Гаврилівна(1909—1980) — режисер, художник-мультиплікатор.
- Сомов Орест Михайлович (1793—1833) — журналіст, перекладач та поет.